# Psychobilly

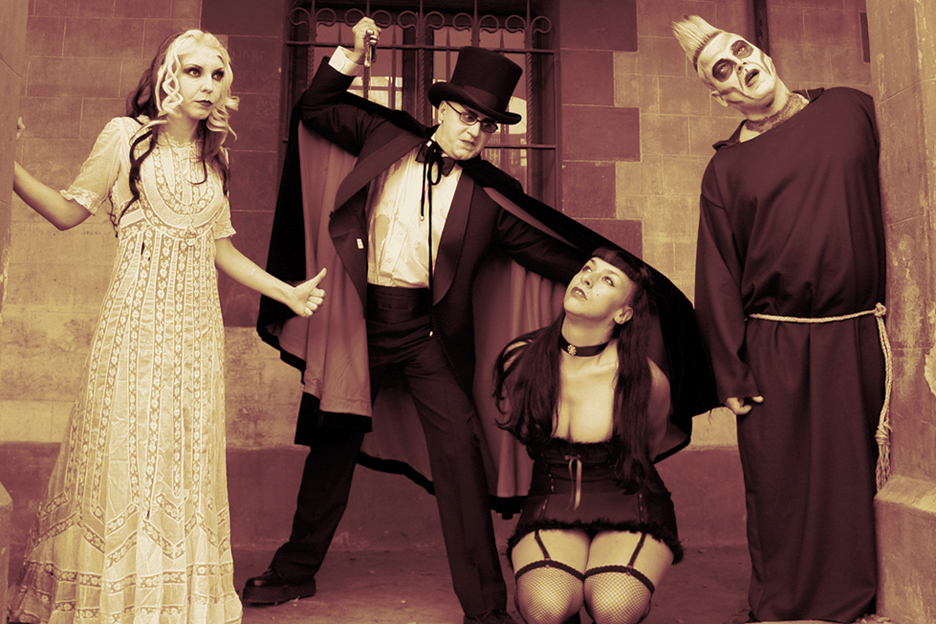
La band spagnola Calamitiez

Lo psychobilly è un genere musicale che fonde varie forme di punk rock con il rockabilly e altri generi.
Il genere è caratterizzato da testi che trattano di horror, violenza, sessualità e altri temi considerati tabù.
In questo sottogenere il basso elettrico tipico della strumentazione rock è spesso sostituito dal contrabbasso.

## Storia

### Origini
Il termine psychobilly fu usato per la prima volta in One Piece at a Time, scritta da Wayne Kemp per Johnny Cash, nella quale si fa riferimento a una Psychobilly Cadillac.
In seguito il gruppo rock The Cramps, formatosi a Sacramento nel 1972, iniziò a utilizzare il termine sui manifesti dei propri concerti, ispirandosi proprio alla canzone di Cash e definendo la propria musica psychobilly e rockabilly voodoo.
Tuttavia i Cramps non si sono mai considerati parte della subcultura psychobilly, avendo dichiarato: Non avevamo intenzione di descrivere la nostra musica quando scrivemmo psychobilly sui vecchi manifesti; stavamo solo usando termini d'effetto per suscitare interesse. Non stava ad indicare uno stile musicale. Nonostante ciò i Cramps sono considerati fondamentali per lo sviluppo del genere, insieme ad altri artisti come Screamin' Jay Hawkins. Lo stile dei Cramps era fortemente influenzato, sia nel suono sia nell'atteggiamento, dal rockabilly statunitense degli anni cinquanta. Secondo molti, il loro album d'esordio Songs the Lord Taught Us del 1979 è stato fondamentale per la nascita dello psychobilly.

### La prima ondata in Inghilterra

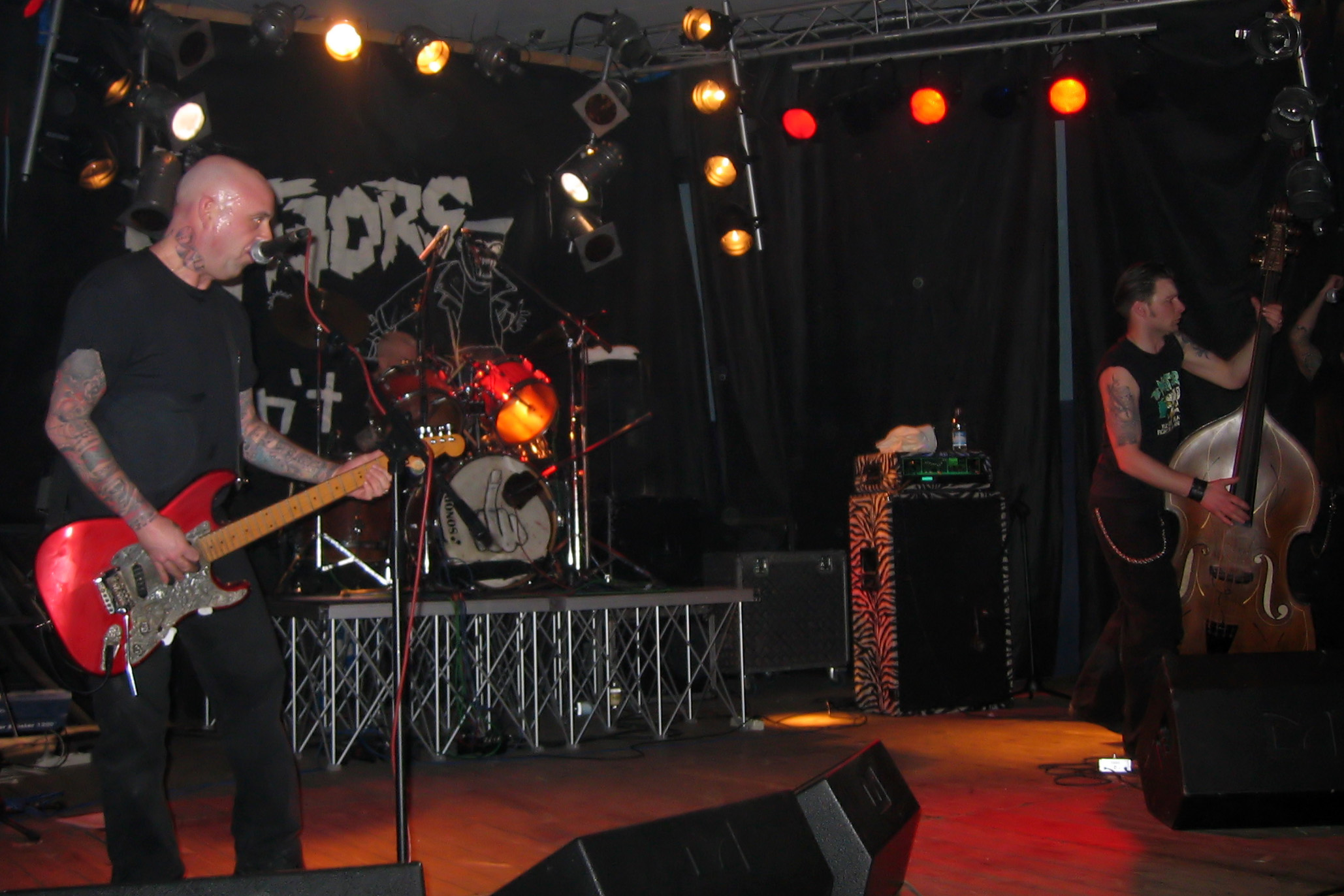
The Meteors

The Meteors, nati a Londra nel 1980 dalle ceneri dei Legendary Raw Deal, sono solitamente considerati il primo gruppo psychobilly. I loro album In Heaven e Wreckin' Crew, pubblicati rispettivamente nel 1981 e nel 1983, sono considerati delle pietre miliari dei primi anni dello psychobilly. I Meteors fondevano punk, rockabilly e temi horror, oltre a sviluppare la tendenza apolitica tipica dello psychobilly, come reazione alle divisioni della gioventù inglese. I fan dei Meteors, noti come The Crazies, inventarono anche lo stile di mosh noto come wrecking, che divenne tipico del movimento. Un altro gruppo pionieristico furono gli Sharks, formatisi a Bristol nel 1980 e di grande influenza con il loro album d'esordio Phantom Rockers. Anche i Guana Batz, formatisi a Feltham nel 1983, furono di una certa importanza, grazie soprattutto a Held Down to Vinyl at Last del 1985, che è stato definito dal frontman dei Tiger Army Nick 13 il disco più importante dai primi due album dei Meteors.
Il nightclub Klub Foot, aperto nel 1982 al Clarendon Hotel a Hammersmith, divenne rapidamente il centro dell'emergente scena psychobilly britannica. Johnny Bowler dei Guana Batz descrive il club come il punto focale dell'intera scena psychobilly. Ha costruito la scena. Etichette come la Nervous erano là, sempre intente a mettere sotto contratto gruppi". Nel 1984 fu pubblicata una compilation live intitolata Stomping at the Klub Foot, che documentava la scena che si era formata attorno al club e ai gruppi che lo frequentavano. In quello stesso periodo iniziarono a formarsi gruppi psychobilly in tutta Europa, ad esempio nei Paesi Bassi, dove nel 1983 furono fondati i Batmobile, che presto iniziarono a partecipare a festival del genere e a suonare al Klub Foot.

### La seconda ondata in Europa
L'inizio della seconda ondata di psychobilly è solitamente considerato l'esordio dei Demented Are Go In Sickness & In Health del 1986. Il genere si diffuse rapidamente in tutta Europa, influenzando molti nuovi complessi come i tedeschi Mad Sin e i danesi Nekromantix, che nel 1991 pubblicarono l'album Curse of the Coffin.
The Quakes, formatisi a New York nel 1986, ebbero difficoltà a costruirsi un seguito in patria, e si trasferirono quindi a Londra l'anno successivo, pubblicando Voice of America nel 1990. Un'altra pubblicazione importante di questo periodo fu la compilation Rockabilly Psychosis and the Garage Disease, che mostrò le radici rockabilly e garage rock del genere.
I gruppi appartenenti ala seconda ondata diversificarono la propria musica, introducendo influenze dai generi musicali più disparati. Etichette discografiche come Nervous e Crazy Love favorirono l'espansione del genere; ciononostante lo psychobilly rimase in larga parte sconosciuto negli Stati Uniti, dove gli album erano mal distribuiti e dove pochi gruppi intraprendevano tour. Nick 13 ha dichiarato che mentre altre subculture inglesi come quella skinhead e 2 tone ska si diffusero anche negli USA durante gli anni ottanta, lo psychobilly non seguì la stessa strada. Tuttavia esistevano alcuni gruppi statunitensi influenzati dallo psychobilly, come i The Reverend Horton Heat, formatisi a Dallas nel 1985 e che con il singolo Psychobilly Freakout iniziarono la diffusione del genere negli USA. Il gruppo era fortemente influenzato dai The Cramps, ed entrambi i fondatori dei Cramps Lux Interior e Poison Ivy hanno riconosciuto questa influenza.
In Italia, la scena psychobilly inizia a prendere vita a partire dalla fine degli anni '80 e i primi anni '90 grazie a band come i catanesi Boppin' Kids, i romani Cyclone, gli emiliani Stompin' Mad Bats e Shockers, e i milanesi Tiger Sharks. E sono proprio gli Stompin' Mad Bats che tra il 1991 e il 1995, iniziano ad organizzare shows con band straniere, tra cui gli inglesi Demented are Go, Klingonz e Long Tall Texans, gli olandesi Batmobile, i tedeschi Scum Rats, gli svizzeri Peacocks, concerti che contribuiscono ad animare una scena in crescita e che accoglie appassionati da tutta Italia.

### La terza ondata
La terza ondata psychobilly iniziò alla metà degli anni novanta, con molti gruppi influenzati da generi diversi come hardcore punk, indie rock, heavy metal, new wave, goth rock, surf rock, country e ska. Il genere guadagnò una certa popolarità negli USA e in particolare nella California meridionale, dove la scena punk era fiorente fin dagli anni settanta. La popolarità del genere in quest'area fu favorita anche dall'ampia comunità di latinos, appassionata al rock and roll delle origini, dalla notorietà dei Misfits e dai Social Distortion, influenzati da country e rockabilly.
I Tiger Army, formatisi a San Francisco nel 1995, divennero il più importante gruppo psychobilly statunitense in seguito alla pubblicazione dell'omonimo Tiger Army nel 1999. Grazie ai successivi tour il complesso aumentò la popolarità del genere in tutti gli USA. La Hellcat Records, di Tim Armstrong ingaggiò molti gruppi psychobilly, fra cui Tiger Army, Devil's Brigade e i danesi Nekromantix e HorrorPops, che si trasferirono entrambi in California nei primi anni duemila. Anche Pip Hancox e Johnny Bowler dei Guana Batz si trasferirono a San Diego, dove si esibirono alcune volte con Slim Jim Phantom degli Stray Cats con la sigla Guana Cats. Un altro noto gruppo psychobilly formatosi in quegli anni sono i The Chop Tops.
Il genere rimase fiorente anche in Europa, dove emersero rapidamente nuovi gruppi come gli olandesi Asmodeus, i francesi Kryptonix i danesi Godless Wicked Creeps, gli Sharks si riformarono pubblicando anche l'album Recreational Killer, gli italiani The Snakes.
In Giappone e Brasile ebbero vita due altri ensemble tra il 1994 e il 1996, rispettivamente i Battle of Ninjamanz e gli Os Catalepticos. I The Living End si formarono in Australia nel 1994 e scalarono le classifiche con il singolo Second Solution/Prisoner of Society nel 1998, che rimase al #4 delle classifiche australiane per varie settimane e divenne il singolo australiano più venduto di quel decennio.
In Italia, dopo il decennio degli anni 2000 in cui la "Devil Crew Promotion" di Reggio Emilia (composta da membri della band Evi Devil e da diversi amici e collaboratori) organizzò diversi concerti di band straniere tra cui Demented Are Go, Mad Sin, Nekromantix, Frantic Flintstones, King Kurt, non c'è una scena musicale effervescente per quanto concerne il panorama psychobilly, quella rock'n'roll e rockabilly ha sempre goduto di miglior salute, sicuramente anche perché fa ancora più presa sul pubblico ed è più "easy" da ascoltare.
Se si eccettua l'attivissima "Old Fart Promotion" che negli ultimi anni ha riportato in Italia band come Batmobile, Guana Bats, Meteors, Demented are Go, Quakes, Frenzy, Restless e tante altre...in questo periodo è difficile organizzare un concerto o un evento, gli affezionati prediligono seguire le band straniere all'estero, e tuttavia molti sono i nomi degli artisti apparsi sulla scena musicale, con produzioni tedesche, come gli Evil Devil o indipendenti e soprattutto digitali, ed esibizioni in vari raduni o festival a tema, tra gli altri gli emiliani Stompin' Mad Bats, i romani Cyclone, gli Astrophonix, i Bone Machine, Batcaverna, in inglese o lingua madre, es. i citati Batcaverna (pionieri dell'Itbilly Batcaverna - Together Love (Radio Date: 12-06-2020)   , la loro musica, rifugi fisici e metaforici! parla di un luogo di fatto di musica dove rifugiarsi, inteso come un treno rappresentato dalla batteria Rockabilly, che porta via con sé “tutto”, ma solo se ti lasci andare!).
Ballad rock anni ’70 che ricorda un country in cui si rincorrono e si alternano parole come fosse una filastrocca d’amore in modo volutamente ironico, apparentemente banale e frivolo. Il brano ed il video parlano in realtà di amore vissuto in tutte le sue sfaccettature, che si estende ad ogni filosofia di genere.
immagini di grande libertà, ironia, sensualità e umanità, in nome di un sentimento ormai scontato nella musica ma che si rinnova ogni qualvolta si incrocia lo sguardo di una sconosciuta, di chi si ha sempre vicino, o di un oggetto concepito per il piacere sessuale, erotica, torbida.
Ma anche storie di droga, di dispersioni sociali, di rabbia e ribellione, trasgressione.
Uno sfogo nel rockabilly  / psychobilly a fine di una giornata nel covo preferito.

### Caratteristiche
Musicalmente lo psychobilly prende ispirazione principalmente da due generi, il punk dei tardi anni settanta e il rockabilly statunitense degli anni cinquanta. Il frontman dei Tiger Army Nick 13 ha dichiarato: L'errore più frequente della gente è pensare che rockabilly e psychobilly siano la stessa cosa. Il rockabilly appartiene alla stessa famiglia, ma ha un sound e un'attitudine completamente diversi. I pionieristici The Cramps mostravano le loro influenze derivate da blues, rhythm and blues, e rock and roll tradizionale. Il critico di Alternative Press Ryan Downey ha notato che lo psychobilly più recente prende ispirazione anche da altri generi molto differenti come speed metal, country, 2 tone ska, garage rock, hardcore punk e street punk. Hilary Okun di Epitaph e Hellcat Records ha notato che: Lo psychobilly attira fan di punk, indie, metal, new wave, goth, rockabilly, surf e country. In particolare l'influenza dell'heavy metal risultò evidente in Brought Back to Life dei Nekromantix, nominato ai Grammy Awards come Best Heavy Metal Album.
Lo psychobilly è solitamente suonato con una tipica formazione rock, ma con la sostituzione del basso con il contrabbasso, come nel caso del rockabilly statunitense degli anni cinquanta. Alcuni musicisti possiedono anche dei contrabbassi di particolare fattura, come nel caso degli HorrorPops o del frontman dei Nekromantix Kim Nekroman, che ha creato il suo contrabbasso personale e che da allora ne ha disegnati di nuovi per ottenere suoni migliori e una dimensione meno ingombranti. Un altro gruppo che utilizza un contrabbasso ispirato a quello di Nekroman sono i brasiliani Os Catalepticos.
Un'eccezione sono i Cramps, che si esibirono senza basso fino al 1986, anno in cui reclutarono un bassista, senza mai fare uso del contrabbasso. Secondo la chitarrista e bassista dei Cramps Poison Ivy questo è uno degli elementi che divide il gruppo dal movimento psychobilly: Penso che lo psychobilly si sia evoluto in varie caratteristiche...Sembra che comprenda l'uso del contrabbasso e canzoni molto veloci. Non è certamente ciò che facciamo noi.

### Testi
I testi di questo filone solitamente si estendono a temi tipici dei film horror e d'exploitation, come la violenza, la sessualità e altri tabù, spesso presentati in modo comico e ironico e influenzato dall'estetica camp. La maggior parte dei complessi appartenenti a questa corrente non tratta temi politici, e gli influenti The Meteors svilupparono un'attitudine completamente apolitica come reazione alle divisioni politiche della gioventù inglese negli anni settanta e ottanta. Questo rifiuto dei temi politici è rimasto intatto in tutte le successive ondate psychobilly, tanto che il frontman dei Nekromantix Kim Nekroman ha dichiarato: Siamo tutti persone diverse e abbiamo idee politiche diverse. Lo psychobilly parla solo di divertimento. La politica non è divertente, quindi non ha nulla a che fare con lo psychobilly!.

## Moda
La moda di questo filone è ispirata in ugual maniera dal rockabilly e dal rock and roll degli anni cinquanta e al punk dei settanta, oltre che dalle subculture scooterboy e skinhead, nonostante non tutti i musicisti aderiscano a questi stili di moda. Gli uomini vestono spesso brothel creeper o Dr. Martens e utilizzano pettinature pompadour, quiff o mohicano. Le donne appartenenti alla subcultura psychobilly spesso modellano il proprio stile sui B movie e sulla cultura hot rod. I tatuaggi sono invece molto utilizzati da ambo i sessi.